# 查爾瓦約克山
10°33′18″S 76°40′31″W / 10.55500°S 76.67528°W
查爾瓦約克山（Challwayuq），是秘魯的山峰，位於該國中部帕斯科大區，由丹尼爾阿爾西德斯卡里翁省的亞納萬卡區負責管轄，屬於安地斯山脈的一部分，海拔高度4,800米。